# Мунхён (станция метро)
Мунхён (кор. 문현역) — подземная станция Пусанского метро на Второй линии. Она представлена двумя боковыми платформами. Станция обслуживается Пусанской транспортной корпорацией. Расположена в квартале Мунхён-дон муниципального района Намку Пусана (Южная Корея). На станции установлены платформенные раздвижные двери.
Станция была открыта 8 августа 2001 года.
Открытие станции было совмещено с открытием 2-й очереди Второй линии — участка длиной 8,5 км и ещё 9 станцийː Кымнёнсан (210), Намчхон, Университет Кёнсон — Национальный университет Пугён, Тэён, Мотколь, Чигеколь, МФЦ Банк Пусана, Чонпхо и Сомён (219).